# 4,2 cm lePak 41

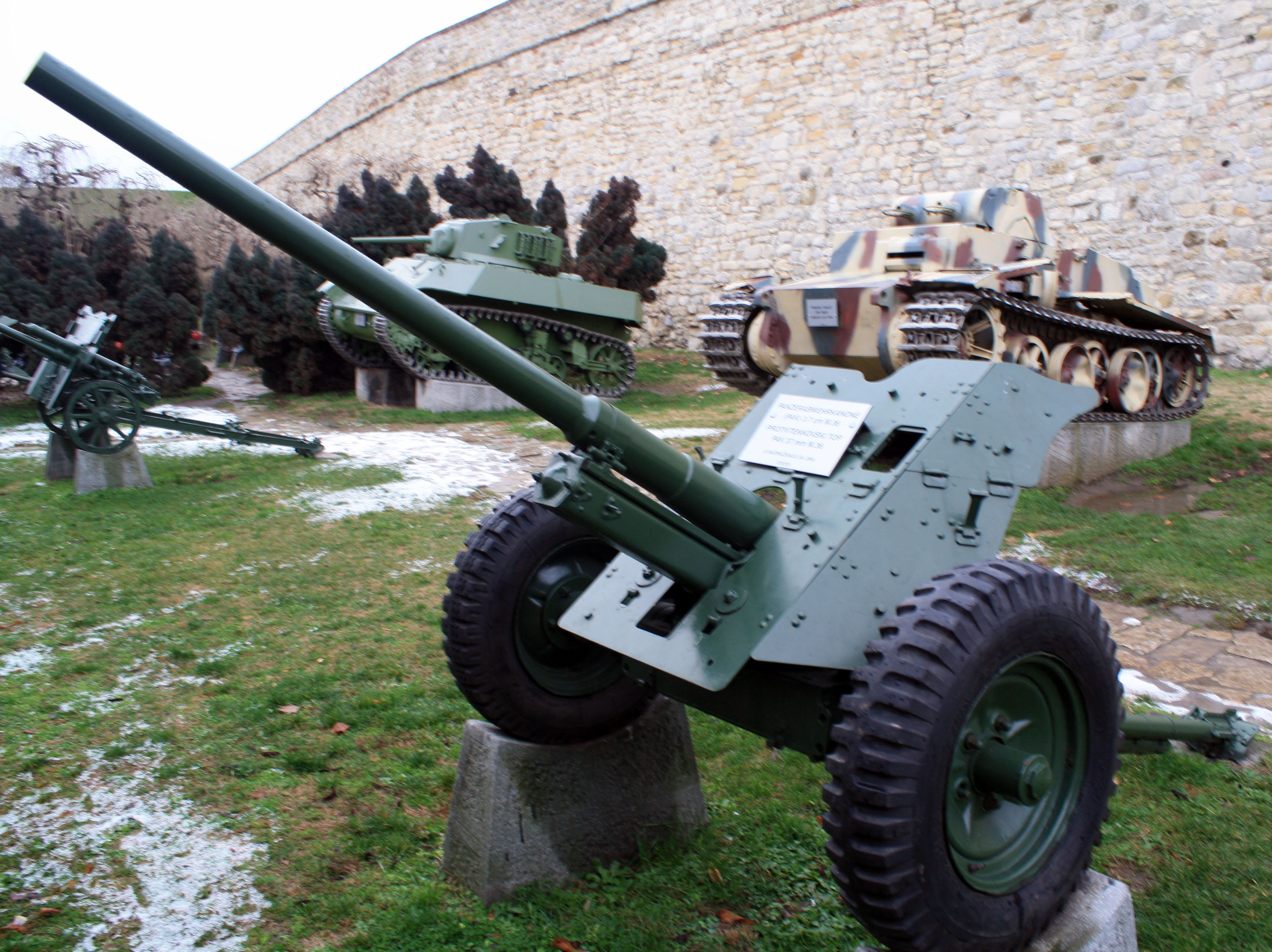
4,2 cm Pak. 41 (з знятим другим зовнішнім щитком) в Калемегдане

lePak 41 (нім. 4,2 cm leichte Panzerjägerkanone  41) — німецька 42/28-мм протитанкова гармата з конічним каналом ствола періоду Другої світової війни, використовувалась в основному німецькими повітряно-десантними підрозділами Fallschirmjäger.
Завдяки конічному стволу калібр гармати складав від 42 мм (казенник) до 28 мм (дульний зріз).

## Опис
Гармата 4,2 cm Pak 41 була створена на базі протитанкової гармати 3,7 cm Pak35/36, від якої використали лафет, люльку та затвор. Додали зовнішній щит (внутрішній залишився незмінним, але стало неможливо відкривати верхні секції для зменшення силуету гармати). Внаслідок змін виросла бойова маса гармати з 440 кг в 3,7 cm Pak35/36 до 560 кг, збільшилась довжина гармати до 4030 мм і зменшились кути горизонтального наведення до 41°.
Постріл Pak.41 давав вищу початкову швидкість снаряда (4,2 cm Pzgr41- 1265 м/с), що забезпечувало більшу бронебійну дію порівняно з пострілами гармати 3,7 cm Pak35/36.
Таку швидкість стало можливо досягнути завдяки новому конічному стволу виробництва компанії Rheinmetall, калібр якого змінювався від 42 мм у казенника до 28 мм у дульного зрізу. Зміна калібру зроблено за рахунок декількох конічних ділянок різної довжини, остання ділянка (14 см) — циліндрична, всі ділянки були нарізні.
Разом з перевагами конічний ствол мав суттєві недоліки. Через велику швидкість снаряду та високого тиску всередині каналу ствола, ресурс ствола виявився невеликим, близько 500 пострілів (порівняно з стволом гармати 3,7 cm Pak35/36 5000 пострілів) навіть при використанні високоякісної легованої сталі. Оскільки 4,2 cm Panzerjägerkanone 41 планувалась для озброєння парашутно-десантних підрозділів, навіть такий ресурс визнали достатнім.
Виробництво було припинено в травні 1942 р.
На листопад 1944 р. на озброєнні Вермахту залишилось ще 41 гармата 4,2 cm Pak 41.
На 1.03.1945 р. в частинах Вермахту знаходилось 9 шт 4,2 cm Pak41, ще 17 шт. зберігалось на складах.

## Боєприпаси

#### Випуск снарядів для гармати 4,2cm PAK41

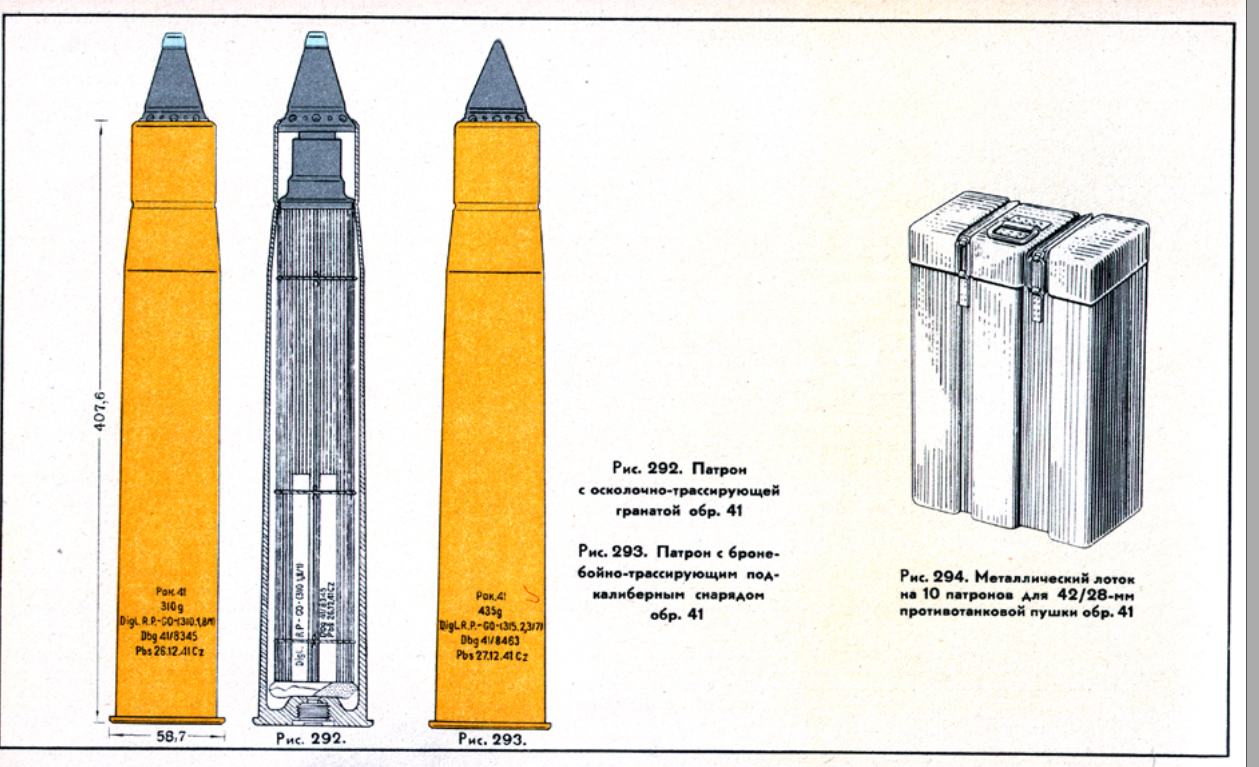

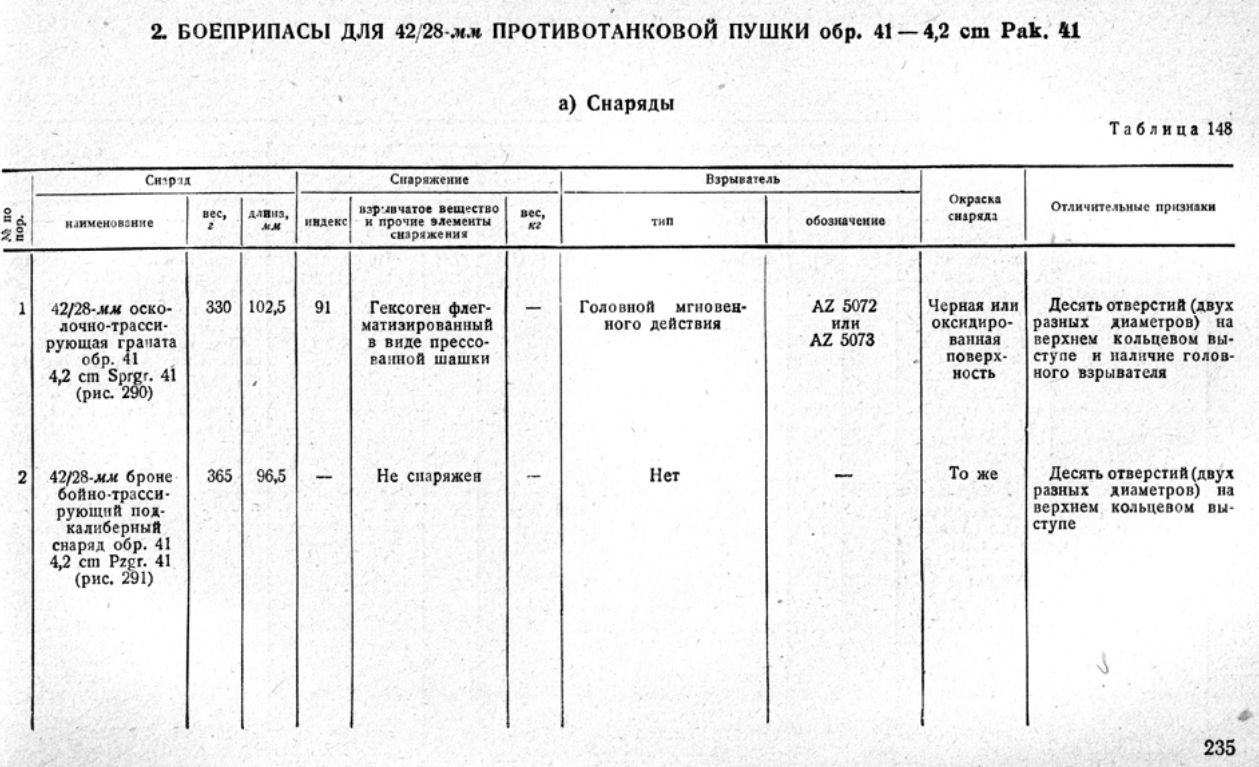

|                                                | Випуск по рокам тис.шт. | Випуск по рокам тис.шт. | Випуск по рокам тис.шт. | Випуск по рокам тис.шт. |
| Тип снаряду                                    | 1941 р.                 | 1942 р.                 | 1943 р.                 | всього:                 |
| ---------------------------------------------- | ----------------------- | ----------------------- | ----------------------- | ----------------------- |
| Уламково-трасуючий 4,2cm Sprgr.41              | 12.5                    | 234.6                   | 111.5                   | 358.6                   |
| Бронебійно-трасуючий підкаліберний 4,2cmPzgr41 | 6.5                     | 201                     | 220                     | 427.5                   |

###### Характеристики та властивості боєприпасів
Постріли 4,2 cm Pak 41 комплектуються у вигляді унітарного набою 42×406 мм (R)мм (з закраїною), маса унітарного бронебійно-трасуючого пострілу 1.55 кг, маса унітарного уламково-трасуючого пострілу 1.39 кг).
Основним бронебійним снарядом був спеціальний бронебійний снаряд 4,2cm Pzgr. 41 (підкаліберний). конструктивно снаряд складався: корпус з двома спідницями які втискаються в пази корпусу під час руху снаряда в каналі ствола, бронебійного вольфрамового осердя діаметром 15 мм, балістичного ковпачка. Вага снаряду 0,36 кг.
При куті зустрічі 90° бронебійний снаряд 4,2cm Pzgr.41 пробивав броньовий лист товщиною 87 мм з відстані 500 м. Ефективна стрільба бронебійним снарядом 4,2cm Pzgr. 41 велася на відстанях до 800 м.
Для ураження живої сили противника в боєкомплект гармати входив осколковий снаряд 4,2cm Sprgr.41 вагою 330 гр. з головним детонатором миттєвої дії AZ50/72, Спорядження (Гексоген в шашці -15 гр.). Дульна швидкість снаряда — 950 м/с.

##### Таблиця бронепробиття за різними даними
| Дистанція  | Кут зустрічі 90 градусів | Кут зустрічі 90 градусів | Кут зустрічі 30 градусів | Кут зустрічі 30 градусів |
| ---------- | ------------------------ | ------------------------ | ------------------------ | ------------------------ |
| посилання: | Gander&Chamberlain       | Hogg                     | Gander&Chamberlain       | Hogg                     |
| 0м         | 124 мм                   | - мм                     | 95 мм                    | - мм                     |
| 100 м      | - мм                     | 120 мм                   | - мм                     | 90 мм                    |
| 250 м      | 105 мм                   | - мм                     | 83 мм                    | мм                       |
| 500 м      | 87 мм                    | 87 мм                    | 72 мм                    | 72 мм                    |
| 750 м      | 70 мм                    | - мм                     | 62 мм                    | - мм                     |
| 1000 м     | 60 мм                    | 60 мм                    | 53 мм                    | 53 мм                    |

## Схожі гармати
- 25-мм протитанкова гармата зразка 1934 року (SA-L)
- 28-мм важка протитанкова рушниця sPzB 41
- 75-мм протитанкова гармата Pak 41
- 40-мм протитанкова гармата QF 2 pounder
- 45-мм протитанкова гармата зразка 1932 року (19-К)

## Література

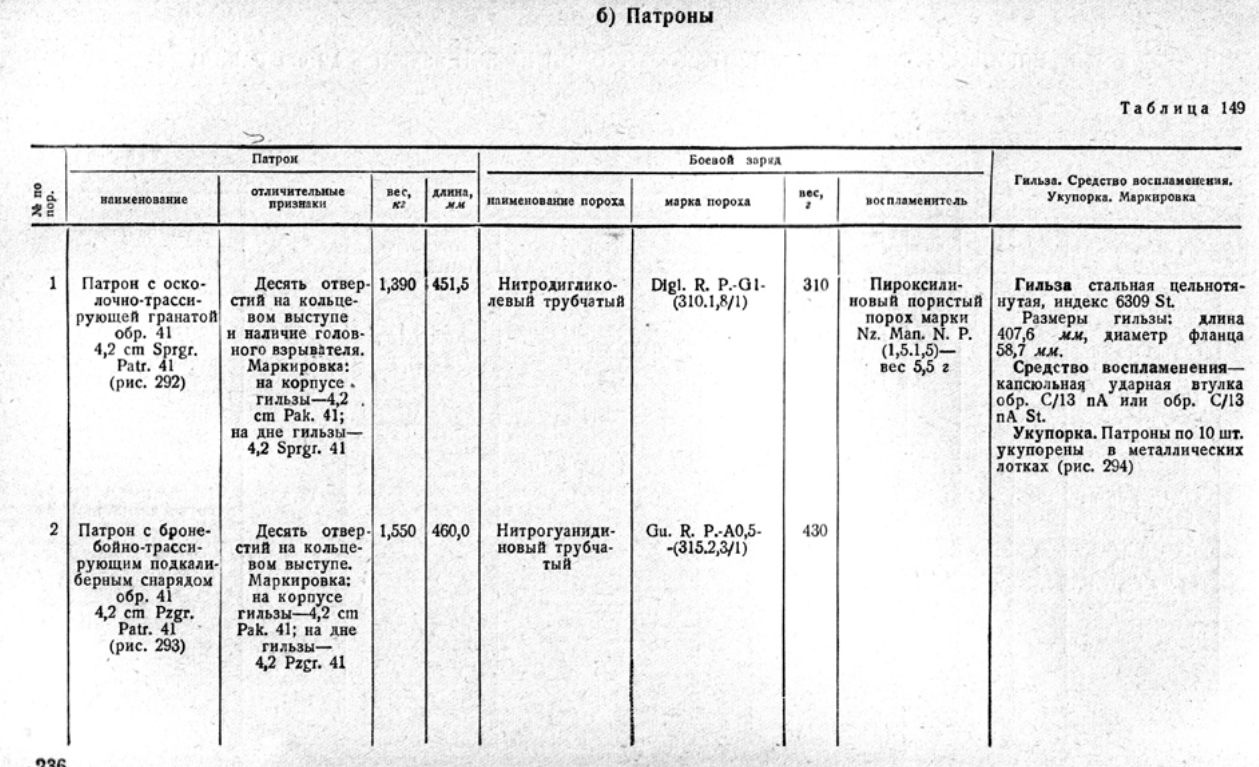

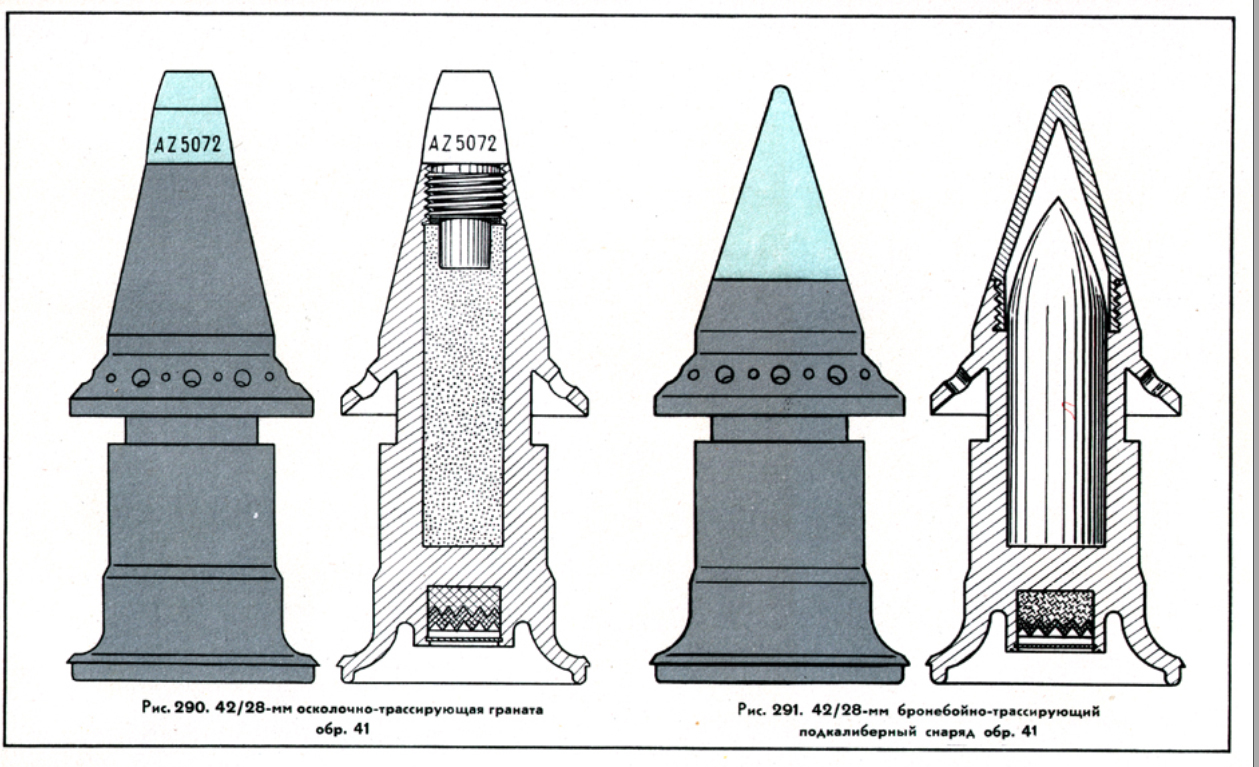